# Murrieta Hot Springs
Murrieta Hot Springs és una concentració de població designada pel cens dels Estats Units a l'estat de Califòrnia. Segons el cens del 2000 tenia 2.948 habitants.

## Demografia
Segons el cens del 2000, Murrieta Hot Springs tenia 2.948 habitants, 1.340 habitatges, i 769 famílies. La densitat de població era de 889,2 habitants/km².
Dels 1.340 habitatges en un 8,4% hi vivien nens de menys de 18 anys, en un 49,8% hi vivien parelles casades, en un 6,3% dones solteres, i en un 42,6% no eren unitats familiars. En el 38,5% dels habitatges hi vivien persones soles el 28,2% de les quals corresponia a persones de 65 anys o més que vivien soles. El nombre mitjà de persones vivint en cada habitatge era d'1,85 i el nombre mitjà de persones que vivien en cada família era de 2,37.
Per edats la població es repartia de la següent manera: un 8,1% tenia menys de 18 anys, un 16% entre 18 i 24, un 13% entre 25 i 44, un 19,4% de 45 a 60 i un 43,6% 65 anys o més.
L'edat mediana era de 61 anys. Per cada 100 dones de 18 o més anys hi havia 81,2 homes.
La renda mediana per habitatge era de 27.311 $ i la renda mediana per família de 35.102 $. Els homes tenien una renda mediana de 39.081 $ mentre que les dones 28.594 $. La renda per capita de la població era de 19.991 $. Entorn del 5,2% de les famílies i el 6,3% de la població estaven per davall del llindar de pobresa.

## Poblacions més properes
El següent diagrama mostra les poblacions més properes.